# Hrabstwo Giles (Tennessee)
Hrabstwo Giles (ang. Giles County) – hrabstwo w stanie Tennessee w Stanach Zjednoczonych. Obszar całkowity hrabstwa obejmuje powierzchnię 611,17 mil² (1582,92 km²). Według szacunków United States Census Bureau w roku 2009 miało 29 082 mieszkańców.
Hrabstwo powstało w 1809 roku. 

## Miasta

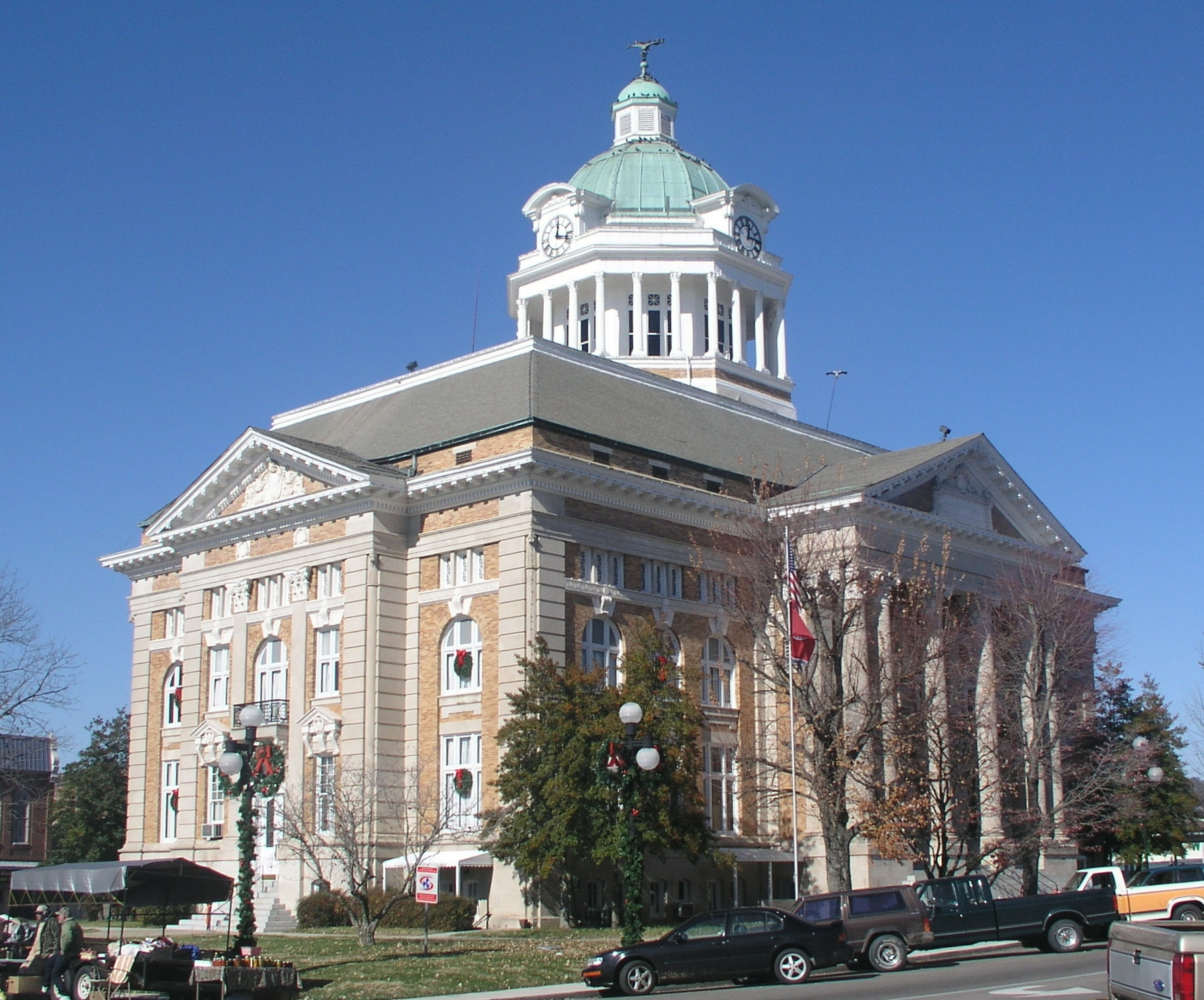
Budynek administracji hrabstwa (courthouse) w Pulaski

- Ardmore
- Elkton
- Lynnville
- Minor Hill
- Pulaski[4]